# Emilio Ostinelli
Emilio Ostinelli (Como, 19 luglio 1979) è un ex arbitro di calcio italiano.

## Carriera

### Arbitro effettivo
Figlio dell'ex deputato leghista Gabriele Ostinelli, Emilio è stato arbitro effettivo dal 1996 e appartenne alla sezione AIA di Como, sua città natale.
Dopo il classico iter nelle categorie inferiori, venne promosso in C.A.N. C nell'estate del 2007. In tale categoria collezionò tre anni di permanenza e nel luglio del 2010 ottenne il passaggio alla CAN B dirigendo, fra le altre, il 13 giugno, la finale di ritorno dei play-off di Prima Divisione Pescara-Verona.
Modena-Piacenza disputatasi il 22 agosto 2010 rappresentò il suo esordio in serie B. Nei mesi successivi riuscì a guadagnarsi l'esordio in Serie A: il 6 marzo 2011 fu infatti chiamato a dirigere Bologna-Cagliari, allo stadio Dall'Ara.
Nell'agosto 2010 fu designato per la Manchester United Premier Cup, torneo internazionale giovanile nella città inglese insieme al collega Davide Massa di Imperia.
Il 2 luglio 2014 venne resa nota la sua dismissione dalla CAN B per limiti di permanenza nel ruolo. In carriera totalizzò 6 presenze in Serie A e 72 presenze in Serie B, tra cui la semifinale play-off di andata per l'accesso in Serie A tra Sampdoria e Sassuolo.

### Dirigente arbitrale
Terminata la carriera in campo diventa dirigente arbitrale per l'Associazione Italiana Arbitri. Nel 2014 entra nel Settore Tecnico nel progetto UEFA Mentor e Talent, nel 2015 entra come componente alla CAI mentre nel 2017 è passato dalla C.A.N. D. guidata da Matteo Trefoloni. Nel 2019 entra a far parte della CAN C, guidata dal designatore degli arbitri di Serie C Antonio Damato assieme a Maurizio Ciampi e gli ex assistenti Paolo Calcagno e Elenito Di Liberatore.
Il 3 luglio 2021 è nominato Presidente del Comitato Regionale Arbitri della Lombardia (CRA).